# Leiodes ferruginea
Leiodes ferruginea är en skalbaggsart som först beskrevs av Fabricius 1787.  Leiodes ferruginea ingår i släktet Liodes, och familjen mycelbaggar. Arten är reproducerande i Sverige.